# Halle (Name)
Halle bzw. Hallé ist ein weiblicher Vorname sowie deutscher bzw. französischer Familienname.

## Namensträger

### Vorname
- Halle Bailey (* 2000), US-amerikanische Sängerin und Schauspielerin
- Halle Berry (* 1966), US-amerikanische Schauspielerin
- Halle Cioffi (* 1969), US-amerikanische Tennisspielerin
- Halle Tanner Dillon Johnson (1864–1901), US-amerikanische Ärztin und Hochschullehrerin

### Spitzname
- Halle Janemar (1920–2016), schwedischer Radrennfahrer und Eisschnellläufer

### Künstlername
- Halle-Jan, deutscher Musiker

### Familienname
- Aaron Halle-Wolfssohn (1754/1756–1835), deutscher Pädagoge und Autor
- Adam de la Halle (1237–1286/1287/1306), französischer Troubadour
- Adolph Halle (1798–1866), deutscher Jurist
- Andrea Halle (* 1980), deutsche Rettungsschwimmerin
- Anna Sabine Halle (1921–2014), deutsche Widerstandskämpferin, Autorin und Quäkerin
- Armin Halle (1936–2023), deutscher Journalist, Moderator und Medientrainer
- Axel Halle (* 1955), deutscher Bibliothekar
- Bernhard Halle (1842–1926), deutscher Uhrmacher und Feinoptiker
- Carl Halle (1863–1934), deutscher Jurist und Ministerialbeamter
- Charles Hallé (1819–1895), britischer Pianist und Dirigent
- Christine von Halle (1533–1603), deutsche Geschäftsfrau
- Ernst Levy von Halle (1868–1909), deutscher Nationalökonom und Hochschullehrer
- Ernst von Halle (Rennfahrer) (1905–1928), deutscher Automobilrennfahrer
- Felix Halle (1884–1937), deutscher Jurist
- Gunnar Halle (* 1965), norwegischer Fußballspieler
- Günter Halle (* 1927), deutscher Oberst im Ministerium für Staatssicherheit
- Israhel von Halle († 1480), deutscher Geschäftsmann
- Jan Halle (1903–1986), niederländischer Fußballspieler
- Jean Noël Hallé (1754–1822), französischer Arzt, Hygieniker und Epidemiologe
- Johann Samuel Halle (1727/1730–1810), deutscher Historiker, Naturwissenschaftler und Toxikologe
- Johann Samuel Ludwig Halle (1763–1829), deutscher Kupferstecher
- John Halle (John Hall of Maidstone; um 1529–um 1566), englischer Chirurg, Dichter und Schriftsteller
- Judith von Halle (* 1972), deutsche Anthroposophin, Autorin und Architektin
- Lene Westgaard-Halle (* 1979), norwegische Politikerin
- Leo Halle (1906–1992), niederländischer Fußballspieler
- Ludwig Halle (1824–1889), deutscher Maler
- Morris Halle (1923–2018), US-amerikanischer Linguist und Psychologe
- Morten Halle (* 1957), norwegischer Jazzmusiker
- Nicolas Hallé (1927–2017), französischer Botaniker
- Noël Hallé (1711–1781), französischer Maler und Schriftsteller
- Olaf Halle, deutscher Segler
- Oscar von Halle (1886–1943/1944), deutscher Architekt
- Otto Halle (1903–1987), deutscher Widerstandskämpfer
- Per Halle (* 1949), norwegischer Langstreckenläufer
- Peter Urban-Halle (* 1951), deutscher Übersetzer
- Roland Hallé (1930–2018), kanadischer Filmemacher
- Siri Halle (* 1971), norwegische Skilangläuferin
- Therese Halle (geb. Heine; 1807–1880), deutsche Kunstsammlerin und Stifterin
- Thomas Halle (* 1984), deutscher Schauspieler
- Thore Gustaf Halle (1884–1964), schwedischer Paläobotaniker und Geologe
- Toni Halle (1890–1964), deutsch-israelische Pädagogin
- Uta Halle (* 1956), deutsche Mittelalterarchäologin
- Will Halle (1905–1969), deutscher humoristischer Zeichner